# Plopșor, Dolj
Plopșor este un sat în comuna Sălcuța din județul Dolj, Oltenia, România.

## Personalități locale
- Constantin S. Nicolaescu-Plopșor (1900 - 1968), arheolog, istoric, etnograf, folclorist, antropolog, geograf, membru corespondent al Academiei Române.

 Acest articol despre o localitate din județul Dolj este deocamdată un ciot. Puteți ajuta Wikipedia prin completarea lui.